# Marília Góes
Marilia Brito Xavier Góes (Belém, 29 de dezembro de 1965) é uma delegada civil e política brasileira, filiada ao Partido Democrático Trabalhista (PDT). Foi primeira-dama do Amapá, paralelamente ao cargo de deputada estadual. Atualmente é conselheira do Tribunal de Contas do Estado do Amapá.

## Carreira política
Em 7 de outubro, nas eleições estaduais no Amapá em 2018, foi reeleita deputada estadual com 8 950 votos, sendo a segunda mais votada nesta eleição.

## Controvérsias
Marília se envolveu em diversas controvérsias ao longo de sua carreira política. Dentre a mais expressiva, se trata da Operação mão limpas,  deflagrada em 10 de setembro de 2010, que objetivava prender uma organização criminosa composta por servidores públicos, agentes políticos e empresários que desviavam verbas públicas no estado do Amapá. Marília e seu esposo e governador Waldez Góes, estavam entre os presos na operação.
Em 2017, Marília foi condenada por improbidade administrativa pelo Ministério Público do Amapá, por ter apresentado notas fiscais inconsistentes e pago por serviços inadequados e obrigada à devolver R$ 663 mil. Em 2019, teve as contas das eleições de 2018 desaprovadas pelo Tribunal Superior Eleitoral, o relator do caso, ministro Luís Roberto Barroso, atendeu recurso do Ministério Público Eleitoral e determinou a devolução de R$ 200 mil ao Partido da República, hoje Partido Liberal (PL), mesmo com as legendas não integrando a mesma coligação em 2018.

## Vida Pessoal
É casada com o ex-governador do Amapá, Waldez Góes, com quem tem sete filhos.